# Helen Aitchison
Frances Helen Aitchison, de casada Helen Leisk (Sunderland, Tyne i Wear, Anglaterra, 6 de desembre de 1881 − Aylesbury, Buckinghamshire, Anglaterra, 26 de maig de 1947) fou una tennista anglesa, guanyadora d'una medalla d'argent olímpica en categoria dobles mixtos en els Jocs Olímpics d'Estocolm de 1912 amb el seu compatriota Herbert Barrett.

## Biografia
Helen era la filla gran del constructor naval James i Mary Aitchison. Va competir a tennis amb tres de les seves germanes: Alice, Kathleen i Sibyl. L'any 1914 es va casar amb John Leisk a Epsom.
Va disputar el torneig Wimbledon per primer cop el 1909 amb 27 anys, i va competir-hi en diverses edicions. Va guanyar el títol de dobles femenins en la seva primera participació. En categoria individual va guanyar el World Covered Court Championship d'Estocolm l'any 1913 derrotant a Kate Gillou.

## Jocs Olímpics

### Dobles mixts
| Any  | Campionat                                  | Parella         | Oponents                   | Resultat      |
| ---- | ------------------------------------------ | --------------- | -------------------------- | ------------- |
| 1912 | Jocs Olímpics, Estocolm, Suècia (interior) | Herbert Barrett | Edith Hannam Charles Dixon | 6−4, 3−6, 2−6 |